# Oppia ewingi
Oppia ewingi är en kvalsterart som först beskrevs av Berlese 1916.  Oppia ewingi ingår i släktet Oppia och familjen Oppiidae. Inga underarter finns listade i Catalogue of Life.